# Selma Alaoui
Pour les articles homonymes, voir Alaoui.
Selma Alaoui est une comédienne, metteuse en scène et scénariste française. Elle réside à Bruxelles.

## Biographie
Selma Alaoui naît à Rabat d'une mère française d'origine polonaise et d'un père marocain. Après avoir étudié la littérature à Lille, elle se forme au jeu et à la mise en scène à l’INSAS à Bruxelles.
Au théâtre, elle joue sous la direction de Mariano Pensotti, Anne-Cécile Vandalem, Coline Struyf, Armel Roussel, Sofie Kokaj, Dominique Pitoiset. Son travail de metteuse en scène, salué par la critique lui vaut plusieurs prix en Belgique, avant d'être présenté en France et en Suisse. Elle a co-fondé le collectif théâtral Mariedl et la compagnie Catfish.
Parallèlement à sa carrière théâtrale, elle joue au cinéma et à la télévision. Elle tient le rôle central dans Une sœur de Delphine Girard, court-métrage nommé aux Oscars en 2020. Pour son rôle dans Quitter la nuit, long-métrage de la même réalisatrice, elle est nommée dans les Révélations des César du cinéma ainsi que pour le Magritte de la meilleure actrice.

## Filmographie

### Cinéma

#### Longs métrages
- 2010 : Vampires de Vincent Lannoo : Elisabeth
- 2012 : Le Gamin au vélo de Jean-Pierre et Luc Dardenne : Nadine
- 2018 : La Femme la plus assassinée du monde de Franck Ribière
- 2024 : Quitter la nuit de Delphine Girard : Aly
- 2025 : Nous ne sommes pas seuls au monde de Bruno Tracq : Mara
- 2025 : Jeunes Mères de Jean-Pierre et Luc Dardenne : Betty

#### Courts métrages
- 2006 : Hier de Mathilde Lasne
- 2008 : Auto-focus de Geoffrey De Decker
- 2011 : Walking Ghost Phase de Bruno Tracq : Gwen (moyen métrage)
- 2019 : Une sœur de Delphine Girard : Aly
- 2025 : Samia de Bruno Tracq et Selma Alaoui: Samia

### Télévision

#### Séries télévisées
- 2016 : Amnêsia : Pauline
- 2017 : Unité 42 Saison 1 : Diane Wouters
- 2019 : Unité 42 Saison 2 : Diane Wouters
- 2023 : Alter Ego : La cheffe de la police

## Distinctions

### Nominations
- César 2025 : pré-nomination Meilleure révélation féminine pour Quitter la nuit
- Magritte 2025 : Meilleure actrice pour Quitter la nuit

### Récompenses
- BSFF 2025 : Prix de la critique pour Samia

## Théâtre

### Comédienne
- 2006 : La Marea de Mariano Pensotti, Kunstenfestivaldesarts Bruxelles
- 2006 : Hansel et Gretel de Anne-Cécile Vandalem et Jean-Benoît Ugeux
- 2006 : Blanche Neige d'après le roman de Robert Walser, mise en scène Nicolas Luçon
- 2010 : Les Mots de Wedekind, mise en scène Coline Struyf
- 2010 : Ivanov Re/Mix d'après Ivanov de Anton Tcheckhov, mise en scène de Armel Roussel
- 2010 : Black Tarentula d'après le roman de Kathy Acker, mise en scène de Selma Alaoui
- 2011 : Grisélidis d'après l’œuvre de Grisélidis Real, mise en scène Denis Laujol
- 2012 : La Peur, mise en scène de Armel Roussel
- 2012 : Chiennes de Selma Alaoui et Aurore Fattier
- 2013 : Still to Sad to Tell You, mise en scène d'Anne-Cécile Vandalem
- 2014 : Mange ta glace Patti Lee, mise en scène de Sofie Kokaj
- 2014 : Homme sans but, mise en scène de Coline Struyf
- 2015 : Après la peur de Armel Roussel
- 2018 : Ce qui arrive de Coline Struyf
- 2019 : Linda Vista de Dominique Pitoiset
- 2020 : Science-Fictions de Selma Alaoui

### Metteuse en scène
- 2007 : Anticlimax de Werner Schwab
- 2011 : I Would Prefer Not to de Selma Alaoui
- 2011 : Black Tarentula d'après Kathy Acker
- 2013 : Chiennes de Selma Alaoui et Aurore Fattier
- 2013 : L'Amour, la Guerre de Selma Alaoui, d'après Shakespeare
- 2016 : Apocalypse Bébé[2],[3],[4],[5].d'après Virginie Despentes
- 2017 : Krach de Philippe Malone
- 2020 : Science-Fictions de Selma Alaoui
- 2021 : Femme disparaît de Julia Haenni
- 2024 : Au bord  de Claudine Galea

### Autrice
- 2011 : I Would Prefer Not to
- 2012 : Chiennes
- 2013 : L'Amour, la Guerre
- 2020 : Science-Fictions

## Distinctions

### Récompenses
- Prix de la critique : Meilleure découverte pour Anticlimax (2007)
- Prix du Festival Émulation pour Anticlimax (2008)
- Prix de la critique : Meilleure mise en scène pour I Would Prefer Not to (2011)
- Prix de la critique : Meilleure actrice pour Apocalypse bébé (2016)

### Nominations
- Prix de la critique : Meilleure mise en scène pour Apocalypse bébé (2016)